# 32gy busz (Budapest)
A budapesti 32-es (gyors 32-es) jelzésű autóbusz Kőbánya, városközpont és a Mexikói út között közlekedett. A járatot a Budapesti Közlekedési Rt. üzemeltette.

## Története
1972. február 14-én 132-es jelzéssel gyorsjárat indult a 32-es alapjárat mellett, a Zalka Máté tér és a Frangepán utca között. A vonalra beosztott Ikarus 180-as csuklós autóbuszok a hétköznapi és a szombati csúcsidőszakokban közlekedtek. 1974. június 10-étől az újonnan átadott kőbányai végállomásról indult. 1975. május 4-étől vasárnap is közlekedett. 1975. szeptember 1-jén a 132Y jelzésű elágazójárat is elindult Kőbánya, Állomás utca és Újpalota, Felszabadulás útja között. A 132-es vonalon 1975. szeptember 28-án megszüntették, majd 1976. május 1-én újra bevezették a vasárnapi üzemet. 1976. augusztus 29-étől újra csak munkanapokon és szombaton járatták. 1977. január 3-án a 132-es busz jelzése 32-esre, a 132Y busz jelzése pedig 132-esre módosult az útvonal változása nélkül. 1981. október 1-jétől a 3-as metró építése miatt angyalföldi végállomása a Váci úton a Fáy utcához került át. 1982. január 13-ától már csak hétköznapokon közlekedett. 1984. november 6-ától a 3-as metró Élmunkás tér (ma: Lehel tér) – Árpád híd (ma: Göncz Árpád városközpont) szakaszának átadása után a 32-es és a 32-es új végállomása az Árpád híd metróállomás lett. A gyorsjárat 1981. november 23-ától a Teve utcánál, 1989 júniusától a Hajdú utcánál is megállt. 1990 decemberében a Zalka Máté tér nevet felváltotta a Kőbánya, városközpont elnevezés. 1995. június 9-én a 132-es buszt megszüntették. 1995 októberében útvonala újra módosult, Kőbánya felé nem érintette a Forgách utca metróállomást, helyette a Petneházy utcában közlekedett, illetve a Pap Károly utcánál új megállót kapott, az Árpád híd felé pedig a Mexikói út érintésével járt. 2000. október 15-étől november 20-áig a Kacsóh Pongrác úti felüljáró felújítása miatt rövidített útvonalon, Kőbánya és a Kacsóh Pongrác út között közlekedett. 2001. július 23-ától augusztus 24-éig ideiglenesen nem járt. 2002. május 21-étől a Hungária körút, Róbert Károly körút kereszteződésénél lévő felüljáró felújítása miatt újra rövidebb útvonalon, a Kőbánya, városközpont és a Mexikói út között közlekedett. Még ebben az évben július 13-ától szüneteltették a közlekedését. 2003. június 16-án már 132-es jelzéssel indult újra.

## Útvonala
| Árpád híd, metróállomás felé | Kőbánya, városközpont felé |
| --- | --- |
| Kőbánya, városközpont vá. – Korponai utca – Liget utca – Bánya utca – Szent László tér – Kőrösi Csoma Sándor út – Élessarok – Fehér út – Nagy Lajos király útja – Erzsébet királyné útja – Mexikói út – Szőnyi út – – Hungária körút – felüljáró – Reitter Ferenc utca – Szegedi út – Gömb utca – Pap Károly utca – Róbert Károly körút – Árpád híd, metróállomás vá. | Árpád híd, metróállomás vá. – Váci út – Petneházy utca – Béke utca – Szegedi út – Reitter Ferenc utca – Mór utca – Szent László út – Vágány utca – felüljáró – Hungária körút – Kacsóh Pongrác út – Kassai tér – Nagy Lajos király útja – Fehér út – Élessarok – Kőrösi Csoma Sándor út – Kőbánya, városközpont vá. |
| Megszűnése előtt rövidített útvonalon, csak a Mexikói útig közlekedett. | |
| Mexikói út felé | Kőbánya, városközpont felé |
| Kőbánya, városközpont vá. – Korponai utca – Liget utca – Bánya utca – Szent László tér – Kőrösi Csoma Sándor út – Élessarok – Fehér út – Nagy Lajos király útja – Erzsébet királyné útja – Mexikói út – Mexikói út vá. | Mexikói út vá. – Kacsóh Pongrác út – Kassai tér – Nagy Lajos király útja – Fehér út – Élessarok – Kőrösi Csoma Sándor út – Kőbánya, városközpont vá. |

## Megállóhelyei
Az átszállási kapcsolatok között nincsen feltüntetve az azonos útvonalon közlekedő 32-es busz.
| 32 (Kőbánya, városközpont – Mexikói út – Árpád híd, metróállomás) | 32 (Kőbánya, városközpont – Mexikói út – Árpád híd, metróállomás) | 32 (Kőbánya, városközpont – Mexikói út – Árpád híd, metróállomás) | 32 (Kőbánya, városközpont – Mexikói út – Árpád híd, metróállomás) | 32 (Kőbánya, városközpont – Mexikói út – Árpád híd, metróállomás) | 32 (Kőbánya, városközpont – Mexikói út – Árpád híd, metróállomás)                                                          | 32 (Kőbánya, városközpont – Mexikói út – Árpád híd, metróállomás)                                                     | 32 (Kőbánya, városközpont – Mexikói út – Árpád híd, metróállomás) |
| Perc (↓)                                                          | Perc (↓)                                                          | Megállóhely                                                       | Perc (↑)                                                          | Perc (↑)                                                          | Átszállási kapcsolatok | Átszállási kapcsolatok                                                                                                |                                                                   |
| 2001                                                              | 2002                                                              | Megállóhely                                                       | 2001                                                              | 2002                                                              | a járat rövidülése előtt (2001)                                                                                            | a járat megszűnésekor (2002)                                                                                          |                                                                   |
| ----------------------------------------------------------------- | ----------------------------------------------------------------- | ----------------------------------------------------------------- | ----------------------------------------------------------------- | ----------------------------------------------------------------- | --- | --- | ----------------------------------------------------------------- |
| 0                                                                 | 0                                                                 | Kőbánya, városközpont végállomás                                  | 31                                                                | 21                                                                | 9, 17, 17, 51, 62, 95, 117, 185 13, 28 Kőbánya alsó                                                                        | 9, 17, 17, 51, 62, 95, 117, 151, 185 3, 28, 62 Kőbánya alsó                                                           |                                                                   |
| ∫                                                                 | ∫                                                                 | Liget tér                                                         | 30                                                                | 20                                                                | 9, 62, 95 13, 28 | 9, 62, 95 3, 28, 62                                                                                                   |                                                                   |
| 4                                                                 | 3                                                                 | Szent László tér                                                  | 29                                                                | 19                                                                | 9, 17, 62, 185 13, 28 | 9, 17, 62, 185 3, 28, 62                                                                                              |                                                                   |
| 7                                                                 | 6                                                                 | Élessarok                                                         | 27                                                                | 17                                                                | 61, 61, 62, 85, 168 13, 28, 37, 37A                                                                                        | 61, 61, 62, 85, 168 3, 28, 37, 37A, 62                                                                                |                                                                   |
| 10                                                                | 9                                                                 | Örs vezér tere                                                    | 24                                                                | 13                                                                | Gödöllői és csömöri HÉV 31, 44, 44A, 45, 61, 61, 61E, 67, 76, 77, 85, 85, 131, 144, 168, Expo, Rákoskert 13, 62, 63 81, 82 | Gödöllői és csömöri HÉV 31, 44, 44A, 45, 61, 61, 61E, 67, 76, 77, 85, 85, 131, 144, 168, Expo, Rákoskert 3, 62 81, 82 |                                                                   |
| 14                                                                | 13                                                                | Egressy út                                                        | 21                                                                | 8                                                                 | 62, 63 77 | 3, 62 77 |                                                                   |
| 16                                                                | 16                                                                | Bosnyák tér                                                       | 18                                                                | 5                                                                 | 7, 7, 24, 70, 73, 77, 173, Pólus 62, 63                                                                                    | 7, 7, 24, 70, 73, 77, 173, Pólus 3, 62                                                                                |                                                                   |
| 19                                                                | 18                                                                | Róna utca (↓) Erzsébet királyné útja (↑)                          | 16                                                                | 3                                                                 | 67V 62, 63, 69 | 67V 3, 62, 69 82 |                                                                   |
| 21                                                                | 20                                                                | Mexikói út végállomás                                             | ∫                                                                 | 0                                                                 | Millenniumi Földalatti Vasút 25, 25, 25A 63, 69 74, 74A                                                                    | Millenniumi Földalatti Vasút 25, 25, 25A 3, 69 74, 74A                                                                |                                                                   |
| 23                                                                | ∫                                                                 | Kacsóh Pongrác út (↓) Amerikai út (↑)                             | 12                                                                | ∫                                                                 | Millenniumi Földalatti Vasút 25, 25, 25A 63, 69 74, 74A                                                                    | Nem érintette |                                                                   |
| 25                                                                | ∫                                                                 | Reitter Ferenc utca                                               | ∫                                                                 | ∫                                                                 | 1, 1A | Nem érintette |                                                                   |
| ∫                                                                 | ∫                                                                 | Róbert Károly körút                                               | 10                                                                | ∫                                                                 | 4, 20, 30 1, 1A | Nem érintette |                                                                   |
| 28                                                                | ∫                                                                 | Béke tér                                                          | 4                                                                 | ∫                                                                 | 4, 4 14 | Nem érintette |                                                                   |
| 29                                                                | ∫                                                                 | Hajdú utca                                                        | ∫                                                                 | ∫                                                                 | | Nem érintette |                                                                   |
| ∫                                                                 | ∫                                                                 | Pap Károly utca                                                   | 2                                                                 | ∫                                                                 | 120 | Nem érintette |                                                                   |
| 30                                                                | ∫                                                                 | Árpád híd, metróállomás végállomás                                | 0                                                                 | ∫                                                                 | 26, 106, 120, 133 1, 1A | Nem érintette |                                                                   |